# Xương sau ổ mắt
Xương sau ổ mắt (tiếng Anh: postorbital, kí hiệu po) là một trong các xương thuộc nóc sọ, nằm phía sau cửa sổ ổ mắt. Ở một số loài, xương sau ổ mắt hợp với xương sau trán, tạo thành xương sau ổ mắt-trán.

Sơ đồ nóc sọ Xenotosuchus. Xương sau ổ mắt (postorbital) màu hồng, nằm phía sau ổ mắt màu đen.

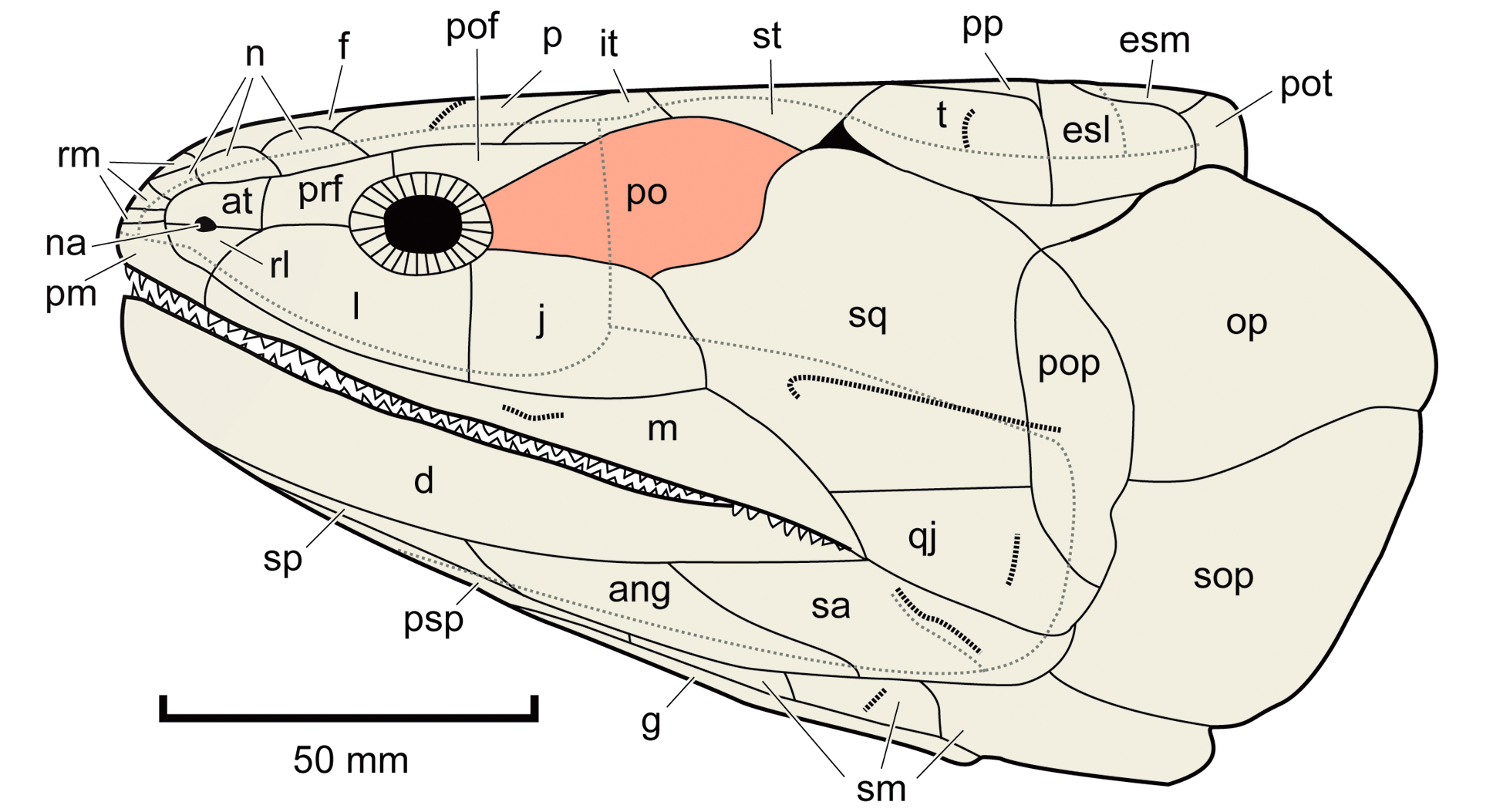
Sơ đồ sọ Eusthenopteron. Xương sau ổ mắt màu hồng với kí hiệu po.

Xương sau ổ mắt trái của bạo long chuẩn Daspletosaurus.